# Ugo Cappellacci
Ugo Cappellacci, diu Barrina (it. Trivella), (Càller, 27 de novembre de 1960) és un polític sard. Pertany a una família amb tradició política (el seu oncle fou un dels redactors de l'estatut sard). Ha estudiat fiscalitat a les universitats de Càller i Milà, així com a la Universitat Lliure d'Estudis Socials de Roma. El 2003-2004 fou assessor de la Junta Regional Sarda i el 2008 fou nomenat coordinador regional del partit Forza Italia de Silvio Berlusconi, i a les eleccions regionals de Sardenya de 2009 va guanyar la presidència de la regió en obtenir el 51,8% (502.084 vots) contra el 42,9% (415.600 vots) del candidat de centresquerra Renato Soru.